# Protogamasellopsis leptosomae
Protogamasellopsis leptosomae är en spindeldjursart som beskrevs av Wolfgang Karg 1994. Protogamasellopsis leptosomae ingår i släktet Protogamasellopsis och familjen Rhodacaridae. Inga underarter finns listade i Catalogue of Life.